# 360: Three Sixty
360: Three Sixty è un videogioco simulatore di guida e sparatutto pubblicato dalla Cryo Interactive e sviluppato dalla Smart Dog nel 1999 per PlayStation.

## Modalità di gioco
Il gioco è ambientato in un mondo completamente sommerso dall'acqua dove per gareggiare vengono utilizzate delle hoverbike. Con questi veicoli antigravitazionali è possibile gareggiare su 16 diversi percorsi in 4 modalità, due in singolo (Arcade e Time Attack) e due in multiplayer (Torneo e Battaglia). Oltre alle competizioni su circuito, esistono anche battaglie in arene in cui vince chi totalizza un massimo di 10 uccisioni. Sia nelle arene che nei circuiti, le armi, fatta eccezione per le mitragliatrici laser montate sui mezzi, saranno reperibili lungo il percorso su delle apposite icone.

## Accoglienza
In molti hanno criticato il gioco sotto molti aspetti, a cominciare dal motore grafico che non riesce a gestire il frame rate dei percorsi, i quali sono caratterizzati da una grafica spoglia in cui si muovono veicoli con poligoni confusi. Altre critiche sono state mosse all'anonima colonna sonora e al sistema di puntamento posteriore delle armi che risulta poco pratico. Il sistema di controllo dei mezzi viene invece segnalato come uno dei pochi aspetti positivi del videogioco.